# Пуэнте, Луис де ла
Луис де ла Пуэнте (исп. Luis de la Puente; 11 ноября 1554, Вальядолид — 16 февраля 1624, там же) — испанский иезуит, священник, богослов, духовный писатель

.

## Биография
В 1572 году получил степень бакалавра искусств и философии в Университете Вальядолида и начал изучать теологию там же. Оставил учёбу и в декабре 1574 года вступил в Общество Иисуса. Его наставником был Франсиско Суарес, позже написал биографию учителя. Преподавал философию в Саламанкском университете.
Рукоположен в священники в 1580 году. По состоянию здоровья был вынужден уйти с работы и занялся писательской деятельностью. Писатель-аскет.
В 1599 году активно участвовал в борьбе с чумой в Вильягарсия-де-Кампосе.
При жизни его многие почитали за скромный образ жизни, умер он, прославившись святостью. Через несколько лет после его смерти Священная конгрегация обрядов приняла решение о его беатификации и канонизации.

## Творчество
Начал писать в конце XVI века. Первой его работой было двухтомное исследование «Медитации о тайнах нашей святой веры». Несмотря на то, что его учение почти полностью ограничено аскетическими ступенями молитвы, он способствовал разрушению предубеждения против мистической молитвы и мистических состояний.
Выступал за использование Духовных упражнений и признавал, что, хотя мистическая молитва есть особый дар Божий, она обычно даётся тем, кто не отступал от медитаций и сосредоточенного размышления о божественных тайнах. По-разному он именует созерцательную молитву: молитва присутствия Божиего, молитва отдохновения, молитва молчания, молитва внутренней собранности. Однако при описании созерцания де ла Пуэнте придерживался ортодоксальной традиции великих учителей: «созерцание… с одного взгляда распознает высшую истину, восхищается её величием и наслаждается, пребывая в ней»
Кроме комментариев на латыни «Песнь песней Соломона», самым известным из его многочисленных сочинений является «Meditaciones de los Mysterios de Nuestra Sancta Fe» (1605).

## Избранные произведения
- Vida del P. Baltasar Alvarez. Madrid 1615;
- Vita P. Balthassaris Alvarez. Coloniae 1616;
- Vita Marina de Escobar;
- Spiritual Directory for Confession, Communion and the Sacrifice of the Mass";
- The Christian Life" (4 т.).